# Краснодар-2000
«Краснодар-2000» (рос. Футбольный клуб «Краснодар-2000» Краснодар) — російський футбольний клуб з міста Краснодар, існував з 2000 по 2011 рік.

## Хронологія назв
- 2000—2001 «Центр-Р-Кавказ»
- 2001—2011 «Краснодар-2000»

## Клубні кольори
| Червоний | Синій |

## Історія
Історія створення команди розпочинається 1999 року. Юнацька збірна регіону «Кавказ», котра складалася з футболістів Краснодарського краю, республік Адигеї та Дагестану та готувалася до чемпіонату Росії з футболу серед юнаків 1984 року народження. Команду очолили голова крайової федерації футболу Г. К. Безбогін і головний тренер А. Ф. Поскотина, фінансував А. Б. Молдованов. У підсумку команда стала чемпіоном Росії.
У 2000 році команда, яка отримала назву «Центр-Р-Кавказ», виграє регіональний турнір кращих команд регіону «Кавказ», стає срібним призером Першості Росії серед КФК та завойовує право виступати в другому дивізіоні російського чемпіонату.
В кінці 2000 року в структурі «Центр-Р-Кавказ» був створений футбольний клуб «Краснодар-2000», президентом якого став А. Б. Молдованов. Команду очолив Микола Південець.
Перший офіційний матч команда провела 24 березня 2001 року у розіграші Кубка Росії сезону-2001/2002.
Команді належать два російських рекорду, які вона встановила в матчі з «Локомотив-Тайм» (Мінеральні Води). Суперник переможений з рахунком 16:1, а лідер нападу «Краснодар-2000» Ігор Кисельов забив 10 м'ячів.
У лютому 2011 року генеральний директор клубу Олександр Молдованов повідомив, що команда не буде грати у Другому дивізіоні, а мали контракти футболісти будуть працевлаштовані в «Кавказтрансгаз-2005» з Риздвяного.

## Рекордсмени клубу
Найбільша кількість матчів за клуб (2 дивізіон)
- Олександр Сторожук — 97
- Сергій Удод — 88

Найбільша кількість голів за клуб (2 дивізіон)
- Ігор Кисельов — 65
- Микола Бояринцев — 21

## Статистика виступів

### У чемпіонатах Росії
| Сезон | Ліга                            | Місце | Примітки                |
| ----- | ------------------------------- | ----- | ----------------------- |
| 2000  | КФК Росії, Кавказ (МРО Південь) | 1     |                         |
| 2000  | КФК Росії, Фінал                | 2     | Вихід у Другий дивізіон |
| 2001  | Другий дивізіон, зона «Південь» | 4     |                         |
| 2002  | Другий дивізіон, зона «Південь» | 5     |                         |
| 2003  | Другий дивізіон, зона «Південь» | 3     |                         |
| 2004  | Другий дивізіон, зона «Південь» | 10    |                         |
| 2005  | Другий дивізіон, зона «Південь» | 10    |                         |
| 2006  | Другий дивізіон, зона «Південь» | 15    |                         |
| 2007  | Другий дивізіон, зона «Південь» | 8     |                         |
| 2008  | Другий дивізіон, зона «Південь» | 15    |                         |
| 2009  | Другий дивізіон, зона «Південь» | 9     |                         |
| 2010  | Другий дивізіон, зона «Південь» | 5     |                         |

### У кубках Росії
| Сезон   | Стадія |
| ------- | ------ |
| 2001/02 | 1/128  |
| 2002/03 | 1/32   |
| 2003/04 | 1/128  |
| 2004/05 | 1/32   |
| 2005/06 | 1/256  |
| 2006/07 | 1/64   |
| 2007/08 | 1/128  |
| 2008/09 | 1/128  |
| 2009/10 | 1/256  |
| 2010/11 | 1/256  |

## Відомі гравці
- Олександр Бухаров
- Сергій Крючихін
- Олександр Орєхов
- Євген Панков
- Сергій Самодін
- Євген Скачков

## Головні тренери
| Головний тренер | С | Період    |
| --------------- | - | --------- |
| Микола Южанін   |   | 2000—2003 |
| Ігор Захаряк    |   | 2003—2004 |
| Андрій Юдін     |   | 2005—2006 |
| Ігор Захаряк    |   | 2006—2007 |
| Михайло Афонін  |   | 2007—2008 |
| Ігор Захаряк    |   | 2009      |
| Ігор Нікітин    |   | 2010      |